# Chotěbuz
Chotěbuz (polsky Kocobędz, německy Kotzobentz) je obec v okrese Karviná na historickém území Těšínského Slezska. Žije zde přibližně 1 400 obyvatel.

## Název
Jméno vesnice bylo odvozeno (praslovanskou přivlastňovací příponou -jь pro mužský rod) od osobního jména, jehož praslovanská podoba byla Chotěbǫdъ (v jeho druhé části byl slovesný základ tvarů budu, budeš atd.). Toto osobní jméno v češtině pravidelnými hláskovými změnami získalo podobu Chotěbud (od něj bylo odvozeno jméno Chotěbudic na jihozápadě Moravy), zatímco téměř všechny písemné doklady jména Chotěbuzi ukazují zakončení -banz, -ben(d)z, které je typické pro polštinu a její nářečí, případně pro přechodná nářečí polsko-česká (jen z roku 1447 je doloženo české zakončení -budz). Význam (původně mužského) místního jména byl „Chotěbudův majetek“. Teprve koncem 19. století bylo jméno upraveno podle českého hláskosloví. Německé jméno se vyvinulo z polského, v místní lidové mluvě se používá tvar Kocybync.

## Historie
První písemná zmínka o Chotěbuzi byla v listině ze dne 26. května 1229 papeže Řehoře IX., kterou potvrdil a vyjmenoval výčet desátků z vesnic pro týnecké opatství, a které již dříve listinou z 7. prosince 1227 daroval týneckému opatovi Lutfrydovi vratislavský biskup Vavřinec Doliveta.
V roce 1447 se stala součásti fryštátského panství. V 16. století pak součásti těšínského knížecího dvora. Od roku 1592 pak byla v držení řady šlechticů, viz článek Zámek Chotěbuz. Po sekularizaci řádu v roce 1559 a předání obce knížetem Václavem Adamem svému kancléři Wacłavu Rudzkiemu byl postaven kamenný zámek a kruhová věž, které existují dodnes. V roce 1782 proběhla pozdně barokní přestavba panství a v roce 1840 byl přeměněn na lovecký zámeček. V roce 1872 byla v budovách otevřena Slezská národní zemědělská škola, která fungovala až do roku 1923. Podle rakouského sčítání lidu v roce 1910 měla Chotěbuz 592 obyvatel, z nichž 563 (95,1 %) bylo polsky, 25 (4,2 %) německy a 4 (0,7 %) česky mluvicích, 262 (44,3 %) byli katolíci, 327 (55,2 %) byli evangelici a 3 (0,5 %) bylo jiného vyznání.
V roce 1975 byla obec Chotěbuz připojena k Českému Těšínu, od něhož se opět oddělila dne 1. ledna 1998.
V roce 1991 byl v obci postaven a slavnostně otevřen jeden z největších mostů v Evropě, který spojuje Českou republiku s Polskou republikou. Zároveň patří mezi největší hraniční přechody v České republice.
Rekonstrukce elektrifikace obce proběhla do roku 1967 mimo části Podobora. Plynofikace začala v roce 1987. Obec má od roku 1997 dokončenou vodovodní síť. Nová telefonní ústředna byla vybudována v roce 1998 a mohlo tak proběhnout celoplošné napojení obce.

## Současnost
Sídelní strukturu tvoří tři katastrální území: Chotěbuz, Zpupná Lhota a Podobora. Část katastru obce se nachází na důlním poli Dolu ČSM.
V obci žije přibližně 1 400 obyvatel. Část z nich tvoří polská menšina. Nachází se zde archeopark, soustava bunkrů postavených za první republiky v letech 1937–1938, Rybí dům, jezdecký klub – JK Chotěbuz, kulturní dům, zámek a hláska, mateřská školka a základní škola.

### Volby
Volební účast ve volbách do zastupitelstev krajů 3. října 2020 byla 38,9 %. Voleb do Poslanecké sněmovny 9. října 2021 se zúčastnilo 69 % obyvatel. 24. září se volební účast do zastupitelstva obce zúčastnilo 55 % obyvatel. Nejvyšší volební účast byla v roce 2023 při volbě prezidenta, kdy k prvnímu kolu se dostavilo 73,7 % obyvatel a ke druhému kolu se dostavilo 74,9 % obyvatel.

## Pamětihodnosti
- Zámek Chotěbuz
- Hláska u zámku Chotěbuz
- Epitaf Trachů z Březí
- Památník obětem druhé světové války[17]
- Kaple Nejsvětější Panny Marie Pomocnice křesťanů z roku 1936 s přilehlým římskokatolickým hřbitovem s křížem z roku 1925 a výše zmíněným památníkem obětem nacismu
- Evangelická kaple s přilehlým evangelickým hřbitovem

## Osobnosti
- Jerzy Kubisz (1862–1939), polský pedagog a občanský aktivista na Těšínském Slezsku.
- Stanisław Kubisz (1898–1940), doktor filozofie, středoškolský učitel, úředník, oběť Katyňského zločinu.

## Obyvatelstvo
| Rok            | 1869 | 1880 | 1890  | 1900  | 1910  | 1921  | 1930  | 1950  | 1961  | 1970  | 1980  | 1991 | 2001  | 2011  | 2021  |
| -------------- | ---- | ---- | ----- | ----- | ----- | ----- | ----- | ----- | ----- | ----- | ----- | ---- | ----- | ----- | ----- |
| Počet obyvatel | 878  | 975  | 1 014 | 1 016 | 1 173 | 1 364 | 1 539 | 1 377 | 1 240 | 1 113 | 1 234 | 990  | 1 033 | 1 122 | 1 329 |
| Počet domů     | 118  | 135  | 132   | 140   | 150   | 169   | 211   | 245   | 241   | 256   | 294   | 290  | 294   | 360   | 422   |